# Колибашь
Колибашь (рум. Colibași, также Колибаш) — село в Кагульском районе Молдавии. Относится к сёлам, не образующим коммуну.

## География
Село расположено на высоте 5 метров над уровнем моря.

## Население
По данным переписи населения 2004 года, в селе Колибашь проживает 6021 человек (2962 мужчины, 3059 женщин).
Этнический состав села:
| Национальность | Число жителей | Процентный состав |
| -------------- | ------------- | ----------------- |
| молдаване      | 5291          | 87.88             |
| румыны         | 667           | 11.08             |
| русские        | 16            | 0.27              |
| цыгане         | 15            | 0.25              |
| гагаузы        | 13            | 0.22              |
| болгары        | 11            | 0.18              |
| украинцы       | 7             | 0.12              |
| прочие         | 1             | 0.02              |
| Всего          | 6021          | 100%              |